# ブギ (映画)
『ブギ』（Boogie）は2021年のアメリカ合衆国のドラマ映画。エディ・フアン監督の長編映画監督デビュー作で、出演はテイラー・タカハシとテイラー・ペイジなど。
本作は日本国内で劇場公開されなかったが、U-NEXTでの配信が行われている。

## ストーリー
ニューヨークのクイーンズ地区。アルフレッド・チン（ブギー）はプロのバスケットボール選手になることを夢見ていたが、両親はそれを快く思っていなかった。というのも、両親はブギーが学業に専念し、奨学金を獲得して名門大学に進学することを願っていたからである。
本作はそんなブギーが理想と現実のはざまで葛藤する姿を描き出していく。

## キャスト
※括弧内は日本語吹替。
- アルフレッド・チン（ブギー）: テイラー・タカハシ（英語版）（野津山幸宏）
- エレノア: テイラー・ペイジ（英語版）（杉山里穂）
- リッチー: ホルヘ・レンデボルグ・Jr（英語版）（白石兼斗）
- モンク: ポップ・スモーク（清水裕亮）
- ミセス・チン: パメリン・チー（英語版）（城内由茄子）
- ミスター・チン: ペリー・ユン（関口雄吾）
- メルヴィン: マイク・モー（英語版）（中尾智）
- アリッサ: アレクサ・マレカ（金香里）
- ホーキンス: ドメニク・ランバルドッツィ（松川裕輝）
- ミスター・リッチモンド: スティーヴ・コールター（ボルケーノ太田）
- ジャッキーおじさん: エディ・フアン（英語版）（中西正樹）
- パトリック: シャルルマーニュ・ザ・ゴッド（英語版）
- 副コーチ: デスポト（吉田丈一郎）
- ジョイ: サマンサ・エバール（島田愛野）
- パトリック: シャーラメイン・ザ・ゴッド（赤坂柾之）
- MC: AC・カスチアーニ（後藤ヒロキ）
- ティナ: シェネル・エドモンズ（川上ひろみ）
- デニス・トンプソン: ファーノルド・デガンド（室井海人）
- 相手コーチ: エズラ・ナイト（佐々木祐介）
- ジョシュ: ベン・デイヴィス（佐久間元輝）

日本語版制作スタッフ
演出：高田浩光、翻訳：町田敦夫、音響：澁澤裕美子、制作：IYUNO-SDI GROUP／IYUNO STUDIOS

## 製作・音楽
2019年8月26日、テイラー・タカハシ、パメリン・チー、ホルヘ・レンデボルグ・Jrが本作に出演することになったと報じられた。9月13日、マイク・モー、ペリー・ユン、アレクサ・マレカ、テイラー・ペイジ、デイヴ・イーストの起用が発表されたが、結局、イーストは出演しなかった。25日、ドメニク・ランバルドッツィがキャスト入りした。同月、本作の主要撮影がニューヨークで始まった。
2021年1月19日、アリ・シャヒード・ムハマドとエイドリアン・ヤングが本作で使用される楽曲を手掛けるとの報道があった。3月5日、本作のサウンドトラックが発売された。

## マーケティング・興行収入
2021年1月20日、本作のオフィシャル・トレイラーが公開された。3月5日、本作は全米1252館で封切られ、公開初週末に120万ドルを稼ぎ出し、週末興行収入ランキング初登場4位となった。

## 評価
本作に対する批評家の評価は平凡なものに留まっている。映画批評集積サイトのRotten Tomatoesには78件のレビューがあり、批評家支持率は42%、平均点は10点満点で5.5点となっている。サイト側による批評家の見解の要約は「全体のトーンに斑があり、プロットも作為的に過ぎる。それ故に『ブギ』は佳作の域に達することができなかった。」となっている。また、Metacriticには24件のレビューがあり、加重平均値は54/100となっている。なお、本作のCinemaScoreはC+となっている。